# Holmen (Asker)
Holmen este o localitate din comuna Asker, provincia Akershus, Norvegia.